# Laura Verdonschot
Laura Verdonschot, née le 4 décembre 1996 à Lommel, est une coureuse cycliste belge, spécialisée dans le cyclo-cross. 

## Palmarès en cyclo-cross
- 2011-2012
  -  Championne de Belgique de cyclo-cross juniors
- 2012-2013
  -  Championne de Belgique de cyclo-cross juniors
- 2013-2014
  -  Championne de Belgique de cyclo-cross juniors
- 2015-2016
  -  Championne de Belgique de cyclo-cross espoirs
- 2016-2017
  -  Championne de Belgique de cyclo-cross espoirs
  - International Cyclocross Rucphen, Rucphen
- 2017-2018
  -  Championne de Belgique de cyclo-cross espoirs
  - Brico Cross Vestingcross Hulst, Hulst
  -  Médaillée d'argent du championnat d'Europe de cyclo-cross espoirs
  - 10e du championnat du monde de cyclo-cross espoirs
- 2018-2019
  - Radcross Illnau, Illnau
  - Toi Toi Cup #1, Uničov
  - 3e du championnat de Belgique de cyclo-cross
  - 10e du championnat d'Europe de cyclo-cross
- 2019-2020
  - Cyclo-cross de Boulzicourt Ardennes, Boulzicourt
  - Zilvermeercross, Mol
  - 2e du championnat de Belgique de cyclo-cross
  - 5e du championnat d'Europe de cyclo-cross
  - 9e du championnat du monde de cyclo-cross
- 2021-2022
  - 3e du championnat de Belgique de cyclo-cross
- 2022-2023
  - Ciclocross Internacional Xaxancx, Marín
  - Ciclocross Internacional Lago de As Pontes, As Pontes de García Rodríguez
  - Ciclocross Internacional Concello de Ribadumia, Ribadumia
- 2023-2024
  - Coupe d'Espagne #1, Gijón
  - Coupe d'Espagne #2, Pontevedra
  - Coupe d'Espagne #3, As Pontes
  - Ciclocross Internacional Xaxancx, Marín
  - Ciclocross Internacional Concello de Ribadumia, Ribadumia
  - Ciclocrosse de Melgaço, Melgaço
  - Internationale Cyclocross Rucphen, Rucphen
  - Exact Cross #6, Maldegem
  - 2e du championnat de Belgique de cyclo-cross
  - 5e du championnat du monde de cyclo-cross
  - 9e du championnat d'Europe de cyclo-cross
- 2024-2025
  - Hope Supercross #1, Bradford
  - Hope Supercross #2, Bradford
  - Hope Supercross #3, Bradford
  - Hope Supercross #4, Bradford
  - Coupe d'Espagne #1, Gijón
  - Coupe d'Espagne #2, Marín
  - Internationale Cyclocross Rucphen, Rucphen
  - 2e du championnat de Belgique de cyclo-cross
  - 7e du championnat d'Europe de cyclo-cross